# 陆房战斗
陆房战斗是中国抗日战争中，中日双方的发生战斗。

## 背景
1939年初，为开辟抗日根据地，八路军115师代师长陈光、政委罗荣桓率东进支队挺进山东，日伪军收到沉重打击。
四月底，驻山东日本侵华军第十二军司令官尾高龟藏，纠集近两个旅的主力和济南、泰安、肥城、宁阳、东平、长清、平阴等十几个城镇的日军五千余人，分九路向泰肥山区合围。

## 战前背景
1939年3月下旬，罗荣桓政委去津浦路东沂蒙山区，向山东分局传达党的六届六中全会精神，4月下旬，罗荣桓政委返回师部，5月初又到运河地区巡视工作，这一阶段师里的工作，主要由代师长陈光负责。
山东日军的最高指挥官是第12军司令官尾高龟藏。于4月底纠集津浦线中段日军五千余人，大炮百余门，另有皇协军和汉奸一部随行，合计八千余人，从5月初开始，先后由泰安、大汶口、宁阳、汶上、东平、东阿、平阴、肥城、界首等地出发，分九路稳扎稳打，步步为营地向泰西山区（肥城以南，汶河以北山区）进行扫荡围攻。当时115师指挥机关驻地在肥城以南，陆房、临安站一带。
陈光代师长根据各路敌人进展情况，正确判断出敌人是企图先扫荡山区外围，然后合围肥城以南山区，摧毁我指挥中心。5月8日晚，各路敌人已经逼近，因此决定各部队撤离这个地区。师指挥机关和特务营向汶河以南，津浦支队向北大峰山地区，山纵6支队和泰西地委向西南运河方向分散转移。686团（缺一个营）留在内线山区机动打击敌人。5月9日各部开始按计划行动。

## 经过
八路军各部队分散转移的情况很不顺利。只有山纵6支队主力和泰西地委由于熟悉敌情、地形，安全地转移到敌人合围圈的外线。津浦支队行进到陆房东北朱家庄附近，就被敌人发现，未能跳出合围圈。师指挥机关和特务营向南转移到安驾庄附近，发现汶河南岸，每隔一两百米距离就有一堆火光，隔河望去三堆火光连成一线。侦察人员报告敌人已到汶河南岸。
陈光代师长当即做出判断：第一，汶河南岸已被敌人封锁，第二，汶河以南是大平原，没有地形可利用。因此改变决心，转头向北，准备转移到肥城发北大峰山地区。但1939年5月10日部队起到陆房西北大董庄、黄土岭附近时，天已大明，即与敌人发生遭遇战，枪声炮声大作，顿时冲破了山区清晨的平静。师直机关由特务营掩护，撤到陆房附近，686团迅速展开，抢占陆房西北及以西之肥猪山、岈山一带阵地，与敌人进行激烈的争夺战。津浦支队也被迫占领陆房以北之凤凰山，师特务营于陆房东北的东山岭凭险据守，抗击敌人。主力部队及党政机关三千余人被困。
1939年5月11日拂晓，中国军队先在牛家庄一帶与日军遭遇，随后全线抗击。八六八团占领陆房以西肥猪山一线阵地，津浦支队占领陆房以东及东北之凤凰山阵地，师指挥所设在安家林。九时，日伪军在炮火掩护下发起全面进攻。中国军队连续击退敌人轮番攻击。上午10时左右，陈光师长亲自到第686团督战，并决定暂由师司令部参谋处长王秉璋留守师部。王秉璋令师通信科将电话线通到第686团团部，以便陈光师长在686团部能直接指挥全局。可是电话线接通后，陈光不在团部，说是直接下到营里指挥作战去了。这样王秉璋不得不临时负起战役全盘指挥之责。这期间发生了两次师部直接受到日军突破威胁的紧急情况，不得不让机关干部上阵打退日军突击。
686团当时在陆房只有1营和2营两个营，3营由杨勇率领留在了鲁西开辟冀鲁豫根据地。团长张仁初直接下到一营指挥，政委刘西元团留在团部,掌握2营的情况。 团长张仁初回忆：“我随即命令二营迅速向南抢占鸠山、横山一线阵地。为了更有利的指挥战斗，刘西元政委带团指挥所从陆房前移到肥柱山下的簸箕掌，我带着警卫班穿过猛烈的炮火来到敌人攻击的主要目标——一营坚守的肥柱山阵地。” “下午五点多钟的时候，刘政委又打来了电话，我们在电话里研究了黄昏后突围的准备工作等情况。最后，我们决定派侦察参谋梁奉洲去侦察西南方向的路线。根据了解，西南面敌人的兵力配置比较薄弱”。 “我正在一营指挥所听取汇报，师宣传科长赖可可同志来了。他传达了师部对我们的指示和鼓励”。
最后部队的突围方向是包围圈外的师政委罗荣桓建议的。5月11日下午3时左右，接到罗荣桓政委从东汶宁支队发给师部的电报，说罗所在的那个方向没有敌情，建议一一五师向他所在的方位突围。下午4点多钟，陈光回到师部。
经一天激战，日军伤亡1300余人，中国军队伤亡150余人。
5月11日入夜，突围轻装时把长征都没丢的东西都丢了。计划是陈光带骑兵连探路，686团掩护师部。趁夜幕在当地群众配合下分路突围：
- 5月11日入夜一一五师政治部保卫部代理部长何运洪带领保卫部一部分从马鞍山突围
- 5月11日入夜一一五师政治部民运部部长潘振武带领师部直属队和六八六团一部分从马鞍山突围
- 六八六团掩护师部于于5月11日22时包围圈西南向岈山突围。团政委刘西元带1营开路，师部居中，团长张仁初带二营、师部特务营殿后。5月12日安全南过大汶河。后到东平县无盐村一带休整。
- 辎重部队经下庄、孙伯，过汶河，去汶上城东。
- 津浦支队掩护鲁西区党委，于5月12日凌晨从寨子向南经摩天岭、过汶河，到荣华树村